# Целебеско море
Целебеско море или Сулавеси море је део Тихог океана. Налази се између Сулу архипелага и острва Минданао на северу, Сангихе острва на истоку, острва Сулавеси на југу и острва Борнео на западу. На југозападу је повезано са Јаванским морем преко Макасарског пролаза. Има максималну дубину од 6.200 m, дуго је 837 km у правцу исток-запад и 675 km у правцу север-југ, и укупну површину од 280.000 km². Целебско море има велику разноврсност риба и морских животиња. Топла и бистра вода омогућују да у њему живи 580 од 793 светских врста корала, делфина, китова, морских корњача, баракуда и друге врсте. Море је такође богато туном и жутом туном. Целебско море је значајан транспортни пут за трговину у региону. Такође је врло популарно место за дубоко роњење и луксузна крстарења. Море је познато у свету по пиратерији која погађа како мале рибарске бродове тако и велике бродове који превозе контејнере.
Целебеско море је део древног океанског басена који је настао пре 42 милиона година на месту удаљеном од било које копнене масе. До пре 20 милиона година, кретање земљине коре је померило басен довољно близу индонежанских и филипинских вулкана да прими испуштене крхотине. Пре 10 милиона година Целебеско море је било преплављено континенталним остацима, укључујући угаљ, који је расут из растуће младе планине на Борнеу и басен је пристао уз Евроазију.
Граница између Целебеса и Сулског мора је на гребену Сибуту-Басилан. Јаке океанске струје, дубоки морски ровови и подводне планине, у комбинацији са активним вулканским острвима, резултирају сложеним океанографским карактеристикама.

## Разграничење границе искључиве економске зоне
Дана 23. маја 2013. године, Влада Републике Филипина и Влада Републике Индонезије потписале су споразум о успостављању граничне линије која ограничава преклапајућу ексклузивну економску зону (ЕЕЗ) између две земље. Договорено је да ће северно од граничне линије бити под јурисдикцијом Филипина (названо Минданао море), а јужно од граничне линије Индонезије (названо Целебесово море).
| Тачка | Латитуда    | Лонгитуда      |
| ----- | ----------- | -------------- |
| 1     | 3° 06’ 41 N | 119° 55’ 34 E  |
| 2     | 3° 26’ 36 N | 121° 21′ 31 E  |
| 3     | 3° 48′ 58 N | 122° 56′ 03 E  |
| 4     | 4° 57′ 42 N | 124° 51′ 17 E  |
| 5     | 5° 02′ 48 N | 125° 28’ 20 E  |
| 6     | 6° 25′ 21 N | 127° 11′ 42 E  |
| 7     | 6° 24′ 25 N | 128° 39′ 02″ E |
| 8     | 6° 24′ 20 N | 129° 31’ 31 E  |

## Опсег
Међународна хидрографска организација (IHO) дефинише Целебеско море као једно од вода Источноиндијског архипелага. IHO дефинише своје границе на следећи начин:

На северу. Јужна граница Сулског мора [од Таголо Појнта, низ западну обалу острва Минданао до југозападног екстремитета одатле до северне обале острва Басилан (6° 45′ N 122° 04′ E / 6.750° С; 122.067° И), преко овог острва до његовог јужног екстремитета, одатле линија до острва Битинан (6° 04′ N 121° 27′ E / 6.067° С; 121.450° И) од источног краја острва Џоло, преко Џолоа до тачке у лонгитуди 121°04'E на његовој јужној обали, одатле преко острва Тапул и Лугус и дуж северне обале острва Тавитави до острва Бонгао са његовог западног краја (5° 01′ N 119° 45′ E / 5.017° С; 119.750° И), а одатле до Танџонг Лабијана, североисточни крај Борнеа] и југозападна обала Минданаа.
На Истоку. Линија од Тинака Појнта, јужне тачке Минданаоа, до северне тачке Сангихе Бесара (3° 45′ N 125° 26′ E / 3.750° С; 125.433° И) одатле кроз Сангишка острва до Тањунг Пуисана, североисточног краја Целебеса [Сулавеси].
На југу. Северна обала Целебеса између Тањунг Пуисана и Тањунг Бинара (рт Риверс) (1° 20′ N 120° 52′ E / 1.333° С; 120.867° И) и одатле линија до Тањунг Мангкалихата на Борнеу, северна граница Макасарског мореуза [линија која спаја Тањунг Мангкалихат, Борнео (1° 02′ N 118° 57′ E / 1.033° С; 118.950° И) и Тањунг Бинар (рт Риверс), Целебес (1° 20′ N 120° 52′ E / 1.333° С; 120.867° И)].
На Западу. Источна обала Борнеа између Тањунг Мангкалихата и Тањонг Лабијана, јужне границе Сулуског мора.

## Морски свет
Целебеско море је дом за широк избор риба и водених бића. Тропско окружење и топла бистра вода омогућавају му да буде уточиште за око 580 од 793 врста корала који граде гребене, и који расту као неки од најразноврснијих коралних гребена на свету. У овом мору постоји импресиван опсег морског живота, укључујући китове. и делфине, морске корњаче, манте, морске голубове, баракуде, марлине и друге гребенске и пелагичне врсте. Туне и жутоперајне туне су такође присутне у изобиљу. Поред велике количине рибе уловљене у Целебесовом мору, ово море даје и друге водене производе као што је морски танг.

## Комерцијални значај
Целебеско море је важна рута за регионалну трговину. Такође је популарна дестинација за рониоце и луксузна океанска крстарења.